# Siamo donne (pel·lícula)
Siamo donne és una pel·lícula col·lectiva italiana de 1953.
La pel·lícula està dividida en cinc parts: la primera és un pròleg, mentre que les quatre següents expliquen episodis particulars de la vida de quatre actrius famoses, Alida Valli, Ingrid Bergman, Isa Miranda i Anna Magnani, vistes com a dones corrents més que com a estrelles de cinema.

## Episodis

### 4 attrici, 1 speranza
- Director: Alfredo Guarini

El primer episodi és la crònica d'un concurs per aspirants a actrius i descriu les angoixes, esperances i decepcions de les noies que hi participen. Les guanyadores del concurs seran Anna Amendola i Emma Danieli.

### Alida Valli
- Director: Gianni Franciolini
- Guió: Cesare Zavattini
- Fotografia: Enzo Serafin

El segon episodi inclou Alida Valli. Convidada a la festa de compromís de la seva minyona, al principi pensa a acceptar per no disgustar-la. El mateix dia, però, hauria de participar en una altra cerimònia, amb personalitats conegudes i importants. Així que decideix no perdre's aquest esdeveniment, posant la seva carrera per davant dels seus veritables desitjos. A mig vespre, avorrida per la gent de sempre, en l'ambient avorrit de sempre, decideix marxar, encara a temps d'estar present a la festa de compromís que se celebra a casa de la minyona. Aquí és rebuda com una autèntica diva per tots els familiars i amics de la parella de promès: tothom l'aprecia i l'admira. El promès demana amablement a l'actriu que balli, i ella es troba al seu costat desitjant una vida com la d'aquelles persones, senzilla i serena, i sobretot desitjant un noi així, enamorat, amable i humil, sent tot allò aliè a la vida que ella porta. Així que es troba intentant que el seu xicot s'enamori d'ella, però quan nota la mirada de la seva minyona, que havia intuït alguna cosa en la seva manera de mirar-se, s'avergonyeix terriblement d'ella mateixa, del que pensava i de la seva maldat, decidint finalment saludar i agrair a tothom la benvinguda i abandonar la festa.

### Ingrid Bergman
- Director: Roberto Rossellini
- Guió: Luigi Chiarini, Roberto Rossellini, Cesare Zavattini
- Fotografia: Otello Martelli

La protagonista del tercer episodi, més irònic que l'anterior, és Ingrid Bergman. Parla de les preocupacions de la dona pel seu jardí, ple d'arbres i plantes ben cuidats, i més particularment de les seves roses, que li cuiden molt. De fet, el seu roser està amenaçat per un gall, que l'ha destruït més d'una vegada. L'animal pertany a una dona, l'antiga propietària de la casa que temporalment encara és convidada a l'ara antiga casa, amb qui el protagonista es veu obligat a compartir casa i jardí en una convivència que sembla durar molt més del que s'havia acordat.
La història continua amb els intents de la dona de capturar l'ocell, lligar-lo, fins que, quan es presenta l'oportunitat, el manté tancat una estona en un armari, pensant en una solució. L'empresonament dura poc, perquè arriba la propietària del gall, desesperada per haver-lo perdut, que de seguida li dona la responsabilitat al protagonista. Després d'aquest atemptat contra el seu estimat gall, la propietària n'ha tingut prou i, indignada, decideix per fi sortir de casa.

### Isa Miranda
- Director: Luigi Zampa
- Guió: Luigi Chiarini, Giorgio Prosperi, Luigi Zampa, Cesare Zavattini
- Fotografia: Domenico Scala

La protagonista del quart episodi és Isa Miranda. Per dedicar-se a la seva feina va sacrificar els seus afectes, va deixar de banda les ganes de formar una família i tenir fills.
Per casualitat es veu havent de tenir cura d'un nen, conegut al carrer, ferit al braç per una explosió mentre jugava. El porta a l'hospital per rebre tractament, després el porta a casa seva, on podrà conèixer les seves dues germanes petites i el seu germà petit. Els nens estan sols a la casa, així que la dona es queda de bon grat per cuidar el nen ferit, sentint de seguida un gran afecte per ell i pels seus germans.
Al vespre la mare dels fills torna a casa i, després d'explicar el que va passar, només li queda agrair a la dona per ajudar el seu fill i fer-li companyia a ell i a tots els altres.
Ha arribat, doncs, el moment de marxar, deixar els més petits amb la seva mare i tornar a la vida de sempre.

### Anna Magnani
- Director: Luchino Visconti
- Guió: Suso Cecchi D'Amico, Cesare Zavattini
- Fotografia: Gábor Pogány

En el cinquè episodi la protagonista és Anna Magnani, que s'interpreta a ella mateixa en el moment en què va aparèixer al teatre de revista. Aquesta va al teatre en taxi, s'emporta el seu gos amb ella. A la Piazza di Siena, a Villa Borghese, demana al taxista que la deixi i, en pagar la tarifa, li demana una lira suplementària per transportar el gos, considerat aquí un gos "no ventre". L'actriu es rebel·la contra el que afirma l'home, segur que el seu gos és "ventre", i per això es nega a pagar el suplement, tal com diu la normativa. La discussió continua i la dona arrossega el taxista primer a un guàrdia, després a la caserna, per demostrar finalment que s'equivoca. En arribar al teatre, tard, Magnani es presenta cantant la famosa cançó popular romana "Com'è bello fa' l'amore quann'è sera".

## La crítica
| «                                                                           | És un experiment del neorealisme de Zavattini, com L'amore in città basat en una sèrie de retrats de dones el més sincers i autèntics possibles, gairebé autobiogràfics. En aquest sentit, apareixen substancialment reeixits els episodis de Zampa i Rossellini, en què Miranda confessa en públic i Bergman és filmada a la intimitat de la casa, protagonista d'una aventura ridícula amb un veí. L'episodi de Franciolini amb Valli és dramàtic, mentre que el de Visconti amb Magnani és un esbós saborós. De fet, aquest últim pot ser inclòs en una antologia d'art cinematogràfic, encara que el primer lloc recaigui en l'episodi dirigit per Rossellini per la crueltat cinematogràfica.." | » |
| — Gianni Rondolino al Catàleg Bolaffi del cinema italià 1945/1955 Torí 1967 | |   |